# Серени, Эмилио
Эмилио Серени (итал. Emilio Sereni 13 августа 1907, Рим — 20 марта 1977, Рим) — итальянский политик-коммунист, партизан, писатель и аграрный историк-марксист. Краткое время в 1946—1947 годах занимал министерские должности, в 1948‒1971 годах — сенатор.

## Биография
Родился в еврейской семье интеллектуалов, позднее — антифашистов. Окончил Лицей Теренцио Мамьяни в Риме. Брат сиониста-социалиста, одного из основателей кибуца Гиват Бреннер Энцо Хаима Серени (позже ставшего бойцом антифашистского сопротивления и погибшего в Дахау). В 1922 году вошёл в созданную братом сионистскую группу.
В 1926 году вступил в Коммунистическую партию Италии, на следующий год получил диплом агронома в Портичи (Неаполь) и вскоре начал вести агитационную работу в Неаполе. В 1930 году приехал в Париж, где связался с Пальмиро Тольятти. В том же году вернулся на родину и в сентябре был арестован. Был приговорён Особым трибуналом к двадцати годам в фашистской тюрьме, затем сокращённым до пятнадцати, по совокупности наказания.
В 1935 году был амнистирован и тайно перебрался в Париж со своей женой Ксенией Зильберберг, известной в подполье как Марина, и маленькой дочерью Леей. С 1936 года — член ЦК КПИ.
В Парижской парторганизации отвечал за культурную работу, также был главным редактором изданий «Стато Операйо» и «Ла воче дельи итальяни». Вновь был раскрыт и арестован в 1943 году, приговорён к 18 годам заключения за участие в «подрывной организации», но на следующий год смог сбежать из концлагеря в Милан, где партия назначила его ответственным за агитацию и пропаганду. Возглавлял Комитет Национального Освобождения Ломбардии, вместе с Луиджи Лонго представлял Компартию в Комитете Национального Освобождения Северной Италии (КНОСИ) и в комитете по подготовке всеобщего восстания в апреле 1945, благодаря чему в январе 1946 года вновь вошёл в ЦК ИКП, где оставался до марта 1975 года.
Два раза был министром в правительствах национального единства под руководством Альчиде де Гаспери, сначала Министром послевоенного восстановления, затем Министром общественных работ. Был избран сенатором в 1948 году и переизбран в 1953. Во время Венгерского восстания 1956 года стал одним из немногих, кто открыто поддержжал Советский Союз. В 1966 году возглавил теоретический еженедельник «Критика Марксиста».
В 1949—1955 возглавлял Национальный комитет сторонников мира, в 1950 избран во Всемирный совет мира. В 1955—1975 годах возглавлял Национальный союз крестьян.
Известен более всего своими работами по аграрному вопросу и аграрной истории, а также истории революционного движения в Италии.
Его библиография очень обширна, содержит 1071 работу, первые из которых были опубликованы в 1930 году. Важнейшие работы — «Развитие капитализма в итальянской деревне, 1860—1900» (1947; русский перевод 1951), «Капитализм и национальный рынок в Италии» (1966) и другие. Сейчас его архив хранится в Институте Альчиде Черви в Гаттатико.
Был полиглотом, знал немецкий, английский, французский, русский, греческий, латинский, иврит, аккадский, шумерский, хеттский и японский языки.
История его и его семьи рассказана в романе его дочери Клары «Игра королевств» (итал. Il gioco dei regni), опубликованном в 1993 году.
Двоюродные братья — генетик Гвидо Понтекорво, режиссёр Джильберто (Джилло) Понтекорво и физик Бруно Понтекорво.